# Hyperstrotia villificans
Hyperstrotia villificans là một loài bướm đêm trong họ Noctuidae.